# Oratorio di San Cipriano
L'oratorio di San Cipriano, indicato talvolta come San Simplicianino, era un oratorio di Milano. Situato nella scomparsa piazza delle Galline, fu demolito nel 1786.

## Storia
La presenza della chiesa è attestata dal 1142: era situata nella oggi scomparsa piazza delle Galline, corrispondente circa ad un'area tra piazza Cordusio e via Tommaso Grossi. Già sede parrocchiale, nel 1578 la parrocchia fu soppressa e suddivisa tra le parrocchie di Santa Maria Segreta e San Protaso ad Monachos. La chiesa fu affidata nel XVIII secolo ad una congregazione laicale, che si occupò di restaurarla nel 1728. Vittima delle soppressioni giuseppine, fu demolita nel 1786.

## Architettura
La facciata presentava in sommità una statua della Vergine Maria e di due angeli ai lati, era inoltre ornata con bassorilievi del Martirio del vescovo Cipriano. La chiesa presentataci dal Latuada al 1738, aveva tre altari, di cui due aggiunti nei restauri del 1728, protetti da balaustrata in marmo: i due altari laterali erano dedicati a san Giuseppe e a Gesù crocifisso. Nel coro era presenti varie tele su san Francesco d'Assisi dei Fiammenghini.